# Forças de Van der Waals

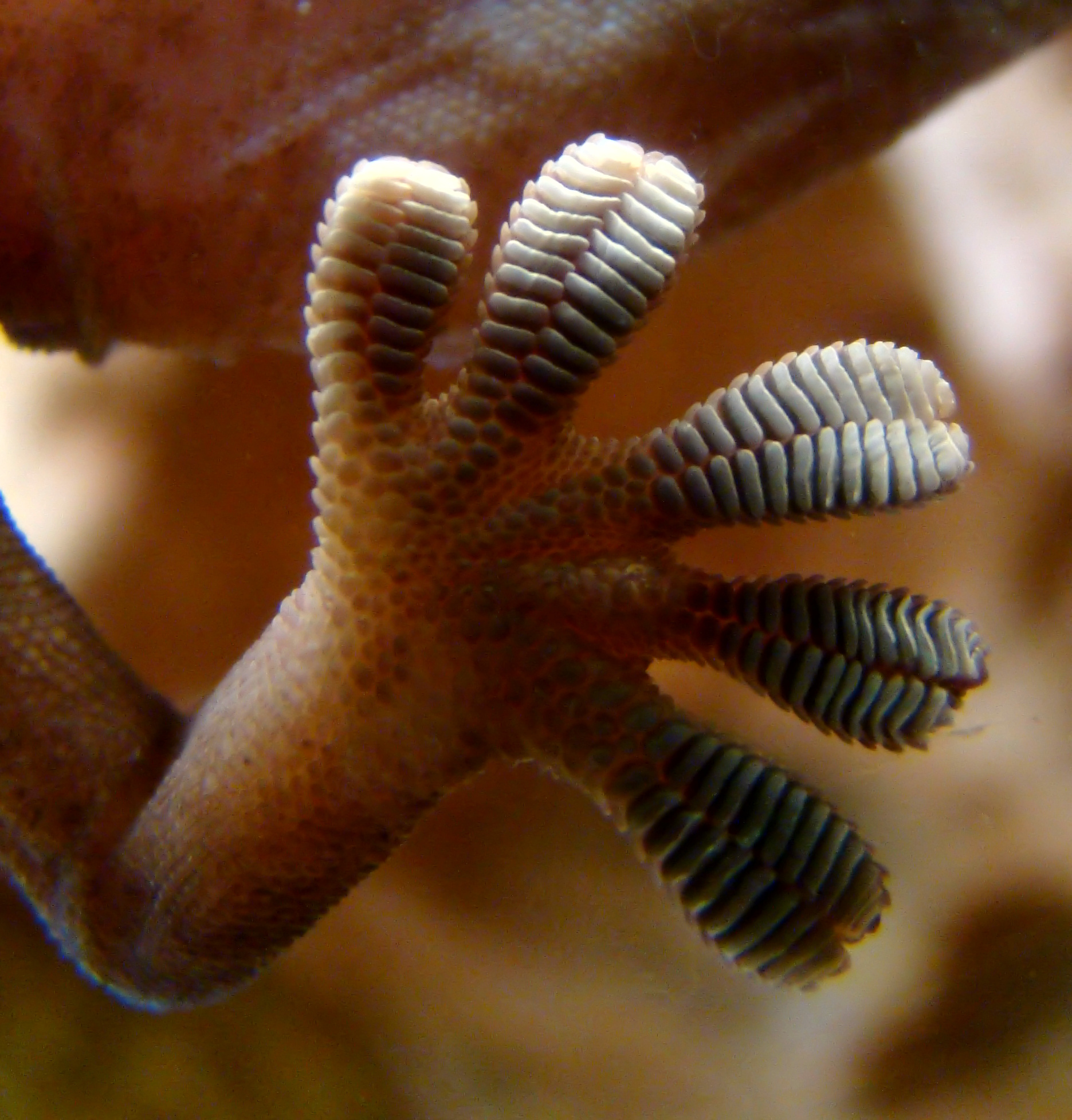
Pata de uma osga ou gecko, enquanto anda sobre uma parede de vidro, graças às forças de van der Waals.

Em físico-química, uma força de Van der Waals (ou interação de Van der Waals), nome dado em homenagem ao cientista holandês Johannes Diderik van der Waals, é a soma de todas forças atrativas ou repulsivas, que não sejam forças devidas a ligações covalentes entre moléculas (ou entre partes da mesma molécula) ou forças devido à interação eletrostática de ions  Existem três interações distintas:
- força entre dois dipolos permanentes (Força de Keesom)
- força entre um dipolo permanente e um polo induzido (Força de Debye)
- força entre dois dipolos instantaneamente induzidos (Força de dispersão London)

## Descrição
Numa molécula apolar, no instante em que a sua nuvem eletrônica estiver mais deslocada para um dos polos da molécula, pode dizer-se que se formou um dipolo instantâneo que gera uma pequena força intermolecular de atração. Ou seja, por um pequeno período aparecem dois polos na molécula.
As forças de van der Waals diferenciam-se das ligações de hidrogénio e das interações dipolo-dipolo por serem mais fracas em comparação a estas.
Forças relacionadas com dipólos de ângulos fixos ou médios (forças de Keesom) e livres ou rotação dos dipólos (forças de Debye), bem como deslocamentos na nuvem electrónica (Forças de dispersão de London) foram assim nomeadas em homenagem ao físico holandês Johannes Diderik van der Waals, o primeiro a documentar essas interações 
Em 1873, van der Waals elaborou uma equação relacionando a pressão e a temperatura de um gás com o seu volume. Para ele, a pressão deveria ser um pouco menor do que previam as equações até então adotadas, devido às forças de atração entre as moléculas do gás, que faziam com que os choques destas com as paredes dos recipientes em que as substâncias estavam armazenadas fossem menos intensos. A equação de van der Waals mostrou-se mais precisa do que as equações anteriores; por isso os cientistas aceitaram o novo modelo. As forças de van der Waals são muito fracas e atuam apenas quando as moléculas estão muito próximas umas das outras.

## Natureza
Em 2002, uma equipe multidisciplinar de biólogos e engenheiros de quatro universidades do estado americano da Califórnia publicou na revista Proceedings of the National Academy of Sciences o resultado de anos de pesquisa, que confirma a força de Van der Waals como a responsável pela capacidade das lagartixas em escalar praticamente qualquer superfície através da interação de tais forças entre a superfície e as patas do animal.

## Materiais em camadas
Uma grande classe de materiais em camadas van der Waals é usada como material  eletrodo, termoelétrico, optoeletrônico, substratos e precursores de materiais 2D.